# Ichneumonidae
(Charles Darwin in Letter to Asa Gray, 1860)
Gli Icneumonidi (Ichneumonidae Latreille, 1802) sono una famiglia di insetti dell'ordine degli imenotteri.
Sono famosi in quanto parassitoidi: depongono le proprie uova all'interno dell'organismo ospite (un bruco, una cavalletta, un'ape) immettendo anche una sostanza paralizzante nel cervello delle vittime in modo che le larva possa nutrirsi della carne ancora fresca dell'ospite, dal momento che l'obiettivo della puntura della femmina di icneumonide è paralizzarlo senza ucciderlo.
Nel secolo XIX lo studio delle modalità riproduttive di questo imenottero portò a discussioni sulla sua presunta crudeltà e la sua esistenza in natura che appariva incoerente con l'esistenza di un Dio creatore che avrebbe permesso, se non creato ad hoc, un animale la cui progenie crescesse nutrendosi di un essere vivo ed impotente a difendersi.